# Gonomyia virgata
Gonomyia virgata är en tvåvingeart som beskrevs av Doane 1900. Gonomyia virgata ingår i släktet Gonomyia och familjen småharkrankar. Inga underarter finns listade i Catalogue of Life.